# Huta Zawadzka
Huta Zawadzka – część wsi Zawady w Polsce położona w województwie łódzkim, w powiecie skierniewickim, w gminie Kowiesy.
Rodzaj miejscowości został zmieniony 1.01.2022 r. z wieś, na część wsi.
W latach 1975–1998 miejscowość administracyjnie należała do województwa skierniewickiego.